# Alpha Phi Alpha
Alpha Phi Alpha (Alpha Phi Alpha Fraternity, Inc., ΑΦΑ) ist die erste afroamerikanische Fraternity (dt. Studentenverbindung). Sie ist ein Mitglied im National Pan-Hellenic Council (NPHC) der afroamerikanischen Studentenverbindungen und in der North-American Interfraternity Conference männlicher Verbindungen. Sie hatte seit ihrer Gründung  über 175.000 Mitglieder. Seit ihrer Gründung setzt sie sich gegen die Ungleichbehandlung von Afroamerikanern ein.

## Farben, Symbol, Motto und Handzeichen
Die Farben der Bruderschaft sind Schwarz und Altgold, ihr Symbol ist die Große Sphinx von Gizeh. Ihr Motto lautet: “First of All, Servants of All, We Shall Transcend All” (dt.: Die Ersten von allen, die Diener aller, wir werden alle übertreffen.) Das inoffizielle Motto lautet: “We party hard, we stay up late, but most of all, we graduate!” (dt. in etwa: Wir feiern lange, wir bleiben lange auf, aber vor allem machen wir Abschlüsse!).
Es gibt zwar Mythen über den Ursprung und das Datum der Annahme des Handzeichens, insbesondere im Zusammenhang mit einem angeblichen Generalkongress auf Hawaii vor mehr als 60 Jahren und dem „hang loose“-Zeichen, aber das anerkannte Handzeichen beinhaltet das A der amerikanischen Zeichensprache mit dem ausgestreckten Daumen, aber mit dem zusätzlichen kleinen Finger, um das letzte A darzustellen. Die drei zusammengelegten Mittelfinger sollen das Phi darstellen. Zusammen stellt das Zeichen das vollständige Akronym des Namens der Bruderschaft dar.

## Geschichte
Sie wurde am 4. Dezember 1906 an der Cornell University gegründet. Die sieben Gründer sind bekannt als „sieben Juwelen“. Ihre Namen waren Henry Arthur Callis, Charles Henry Chapman, Eugene Kinckle Jones, George Biddle Kelley, Nathaniel Allison Murray, Robert Harold Ogle und Vertner Woodson Tandy. Sie war die erste hochschulübergreifende Studentenverbindung speziell für afroamerikanische Studenten. Ihre Aufgabe bestand zunächst in der Unterstützung von schwarzen Studenten, die an der Cornell University sowohl im Unterricht als auch im sozialen Leben rassistische Diskriminierung erfuhren.
Nach der Gründung wurden relativ schnell weitere Chapter (dt.: Abteilungen) ins Leben gerufen, oft an afroamerikanischen Institutionen. Das erste Chapter für Hochschulabsolventen entstand 1911. Die Verbindung bemühte sich sowohl um akademische Exzellenz ihrer Mitglieder als auch um die Bekämpfung der schulischen, ökonomischen, sozialen und politischen Ungerechtigkeiten, denen alle schwarzen Amerikaner ausgesetzt waren. Ihre Mitglieder wie W. E. B. Du Bois, Adam Clayton Powell junior, Edward Brooke, Martin Luther King, Thurgood Marshall, Andrew Young, William H. Gray und Paul Robeson standen an der Vorderfront des Kampfes der Afroamerikaner für Gleichberechtigung.
Seit 1945 steht die Bruderschaft auch nicht schwarzen Studenten offen.
2022 bedankte sich die Fraternity bei Joe Biden für die Unterzeichnung eines historischen Gesetzes, das nach dem verstorbenen Emmett Till benannt ist und Lynchjustiz nach einem Jahrhundert gescheiterter Versuche zu einem Hassverbrechen auf Bundesebene macht. Zum 117. Gründungstag im Jahr 2023 gratulierte der 46. US-Präsident Joe Biden mit einer Videobotschaft.

## Bekannte Mitglieder
Die Alpha Phi Alpha Fraternity hat an ihren verschiedenen Chapters einige bekannte Mitglieder hervorgebracht.
- Edward Brooke
- W. E. B. Du Bois[15]
- William H. Gray
- Dick Gregory[15]
- Martin Luther King[15]
- Adam Clayton Powell junior
- Thurgood Marshall
- Paul Robeson
- Vertner Woodson Tandy
- Cornel West[15]
- Andrew Young

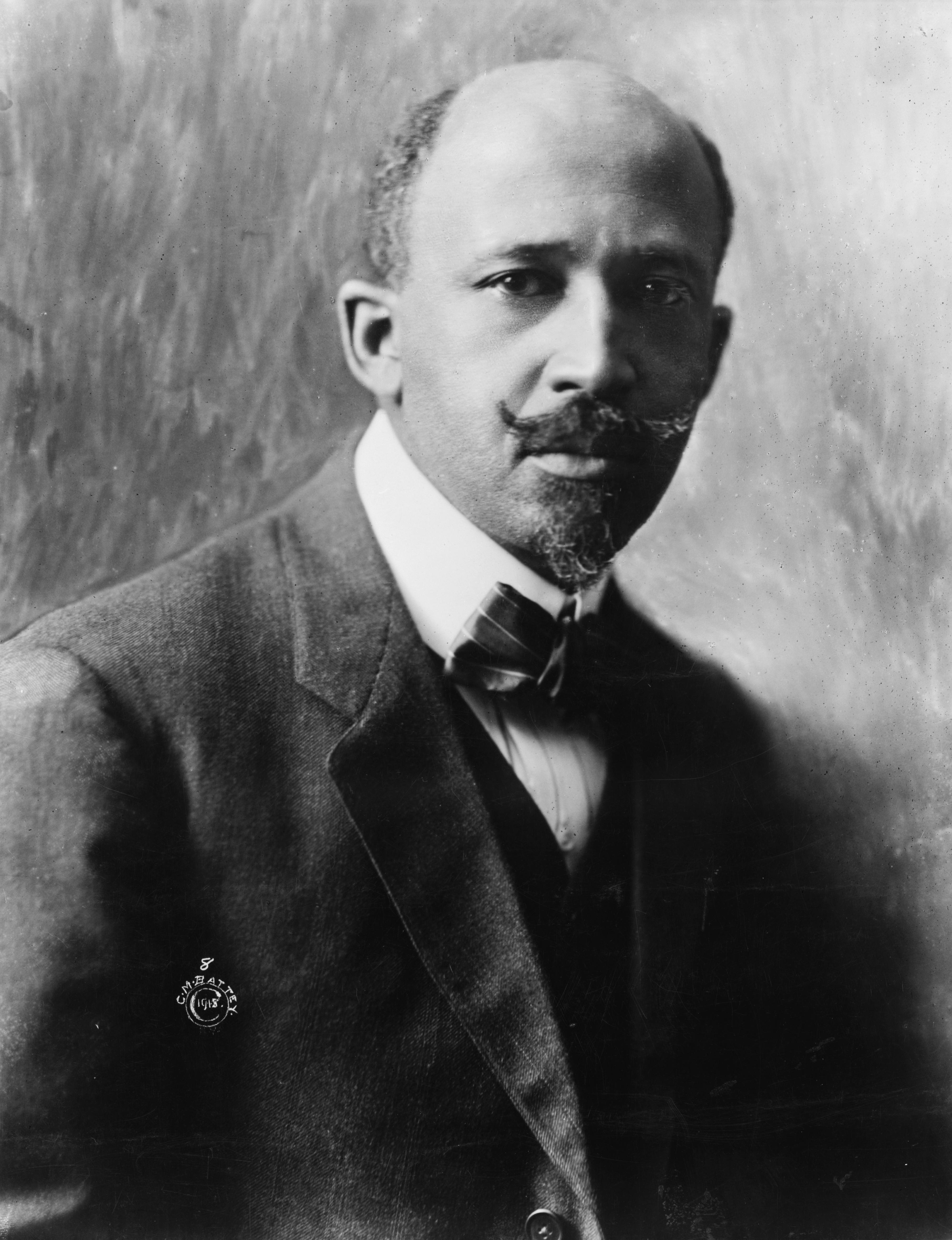
W. E. B. Du Bois (1918)
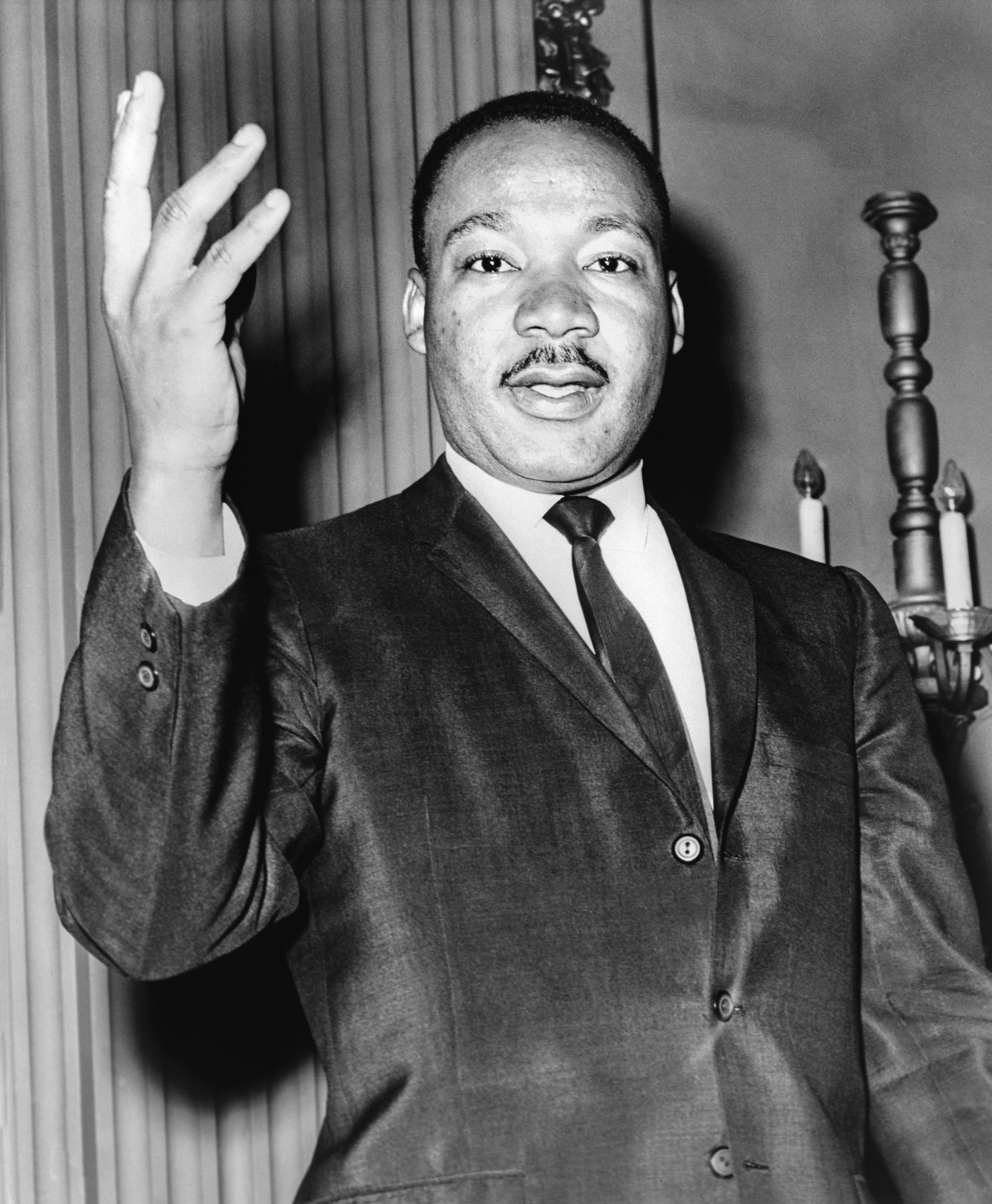
Martin Luther King Jr (1964)
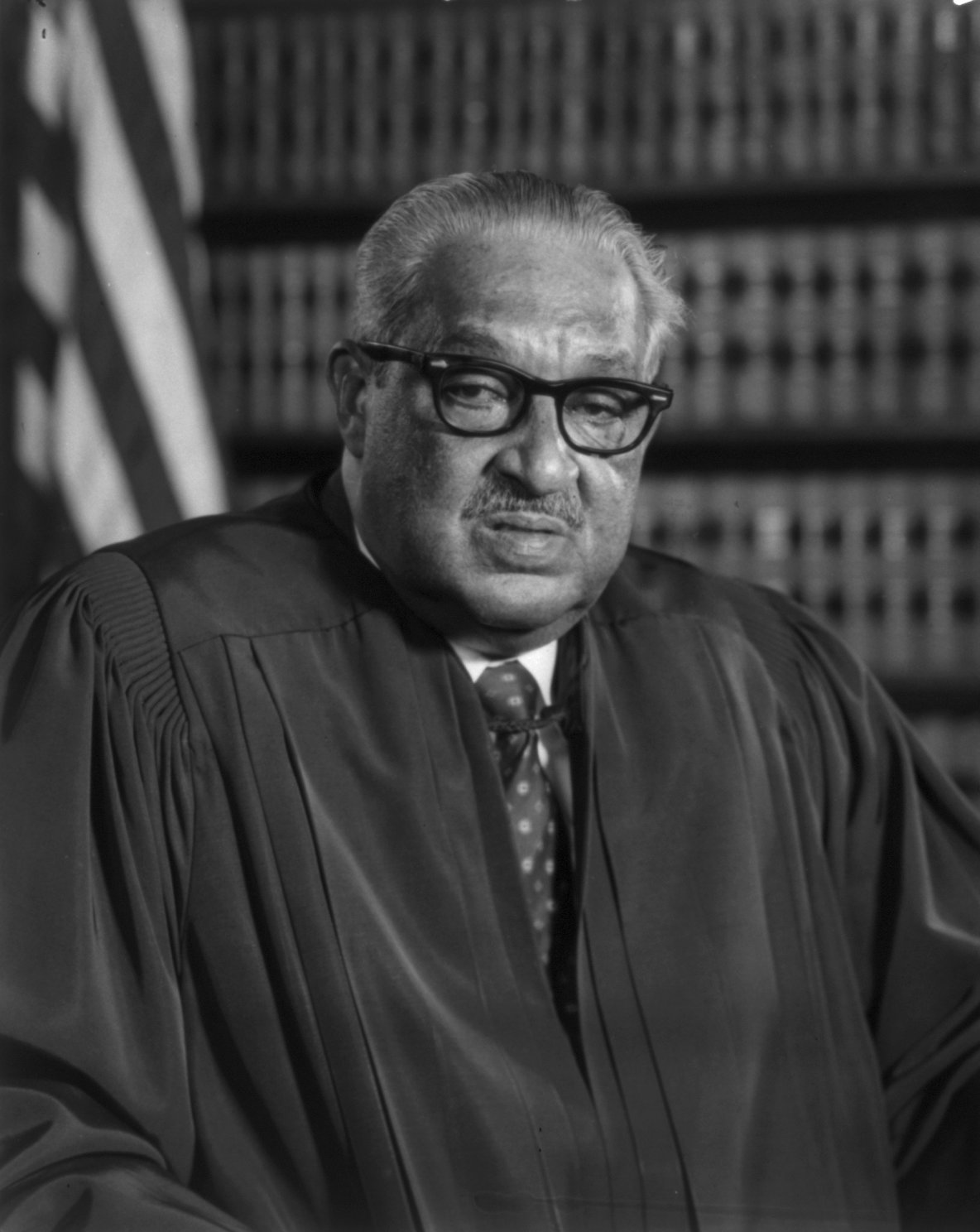
Thurgood Marshall (1976)